# Campeonato Mundial de Natação em Piscina Curta de 2018 - 200 m costas feminino
A prova dos 200 metros nado costas feminino do Campeonato Mundial de Natação em Piscina Curta de 2018 foi disputado no dia 13 de dezembro de 2018, no Hangzhou Sports Park Stadium, em Hangzhou, na China. 

## Recordes
Antes desta competição, os recordes mundiais e do campeonato nesta prova eram os seguintes:
|                       | Nome           | Nacionalidade | Tempo   | Local | Data                  |
| --------------------- | -------------- | ------------- | ------- | ----- | --------------------- |
| Recorde mundial       | Katinka Hosszú | Hungria       | 1:59.23 | Doha  | 5 de dezembro de 2014 |
| Recorde do campeonato | Katinka Hosszú | Hungria       | 1:59.23 | Doha  | 5 de dezembro de 2014 |

## Medalhistas
| Ouro               | Prata                | Bronze              |
| Lisa Bratton (USA) | Kathleen Baker (USA) | Emily Seebohm (AUS) |

## Resultados

### Eliminatórias
As eliminatórias ocorreram dia 13 de dezembro com um total de 35 nadadoras. 
| Colocação | Bateria | Raia | Nadadora               | Nacionalidade        | Tempo   | Notas |
| --------- | ------- | ---- | ---------------------- | -------------------- | ------- | ----- |
| 1         | 4       | 7    | Lisa Bratton           | Estados Unidos       | 2:01.00 | Q     |
| 2         | 4       | 4    | Emily Seebohm          | Austrália            | 2:02.68 | Q     |
| 3         | 3       | 4    | Kathleen Baker         | Estados Unidos       | 2:03.44 | Q     |
| 4         | 2       | 5    | Margherita Panziera    | Itália               | 2:03.85 | Q     |
| 5         | 4       | 3    | Sayaka Akase           | Japão                | 2:03.87 | Q     |
| 6         | 3       | 3    | Emi Moronuki           | Japão                | 2:03.93 | Q     |
| 7         | 2       | 4    | Katinka Hosszú         | Hungria              | 2:03.96 | Q     |
| 7         | 3       | 5    | Daria Ustinova         | Rússia               | 2:03.96 | Q     |
| 9         | 4       | 5    | Minna Atherton         | Austrália            | 2:03.98 |       |
| 10        | 3       | 6    | Peng Xuwei             | China                | 2:04.14 |       |
| 11        | 2       | 3    | Liu Yaxin              | China                | 2:05.25 |       |
| 12        | 2       | 6    | África Zamorano        | Espanha              | 2:06.03 |       |
| 13        | 2       | 7    | Jenny Mensing          | Alemanha             | 2:06.44 |       |
| 14        | 4       | 2    | Andrea Berrino         | Argentina            | 2:08.02 |       |
| 15        | 2       | 2    | Emma Godwin            | Nova Zelândia        | 2:08.31 |       |
| 16        | 2       | 8    | Ekaterina Avramova     | Turquia              | 2:09.18 |       |
| 17        | 3       | 1    | Lena Grabowski         | Áustria              | 2:09.40 |       |
| 18        | 3       | 8    | Aela Janvier           | Canadá               | 2:09.97 |       |
| 19        | 4       | 8    | Gabriela Georgieva     | Bulgária             | 2:10.42 |       |
| 20        | 4       | 0    | Krystal Lara           | República Dominicana | 2:10.92 |       |
| 21        | 3       | 7    | Wong Toto Kwan To      | Hong Kong            | 2:11.72 |       |
| 22        | 3       | 0    | Karolína Hájková       | Eslováquia           | 2:12.35 |       |
| 23        | 4       | 1    | Signhild Joensen       | Ilhas Feroé          | 2:12.40 |       |
| 24        | 2       | 1    | Tatiana Salcuțan       | Moldávia             | 2:13.87 |       |
| 25        | 3       | 9    | Hiba Fahsi             | Marrocos             | 2:15.95 |       |
| 26        | 2       | 0    | Trinidad Ardiles       | Chile                | 2:17.44 |       |
| 27        | 1       | 6    | Camille Koening        | Ilhas Maurícias      | 2:17.76 |       |
| 28        | 4       | 9    | Elizaveta Rogozhnikova | Quirguistão          | 2:18.82 |       |
| 29        | 2       | 9    | Andrea Becali          | Cuba                 | 2:19.79 |       |
| 30        | 1       | 4    | Danielle Treasure      | Barbados             | 2:23.99 |       |
| 31        | 1       | 5    | Eleonora Singsombath   | Laos                 | 2:37.27 |       |
| 32        | 1       | 3    | Roylin Akiwo           | Palau                | 2:43.44 |       |
| 33        | 1       | 2    | Hamna Ahmed            | Maldivas             | 3:07.55 |       |
| 34        | 3       | 2    | Alicja Tchórz          | Polónia              | DNS     |       |
| 34        | 4       | 6    | Michelle Coleman       | Suécia               | DNS     |       |

### Final
A final foi realizada em 13 de dezembro. 
| Colocação         | Raia | Nadadora            | Nacionalidade  | Tempo   | Notas |
| ----------------- | ---- | ------------------- | -------------- | ------- | ----- |
| Medalha de ouro   | 4    | Lisa Bratton        | Estados Unidos | 2:00.71 |       |
| Medalha de prata  | 3    | Kathleen Baker      | Estados Unidos | 2:00.79 |       |
| Medalha de bronze | 5    | Emily Seebohm       | Austrália      | 2:01.37 |       |
| 4                 | 1    | Katinka Hosszú      | Hungria        | 2:01.99 |       |
| 5                 | 6    | Margherita Panziera | Itália         | 2:02.50 |       |
| 6                 | 8    | Daria Ustinova      | Rússia         | 2:02.96 |       |
| 7                 | 2    | Sayaka Akase        | Japão          | 2:03.92 |       |
| 8                 | 7    | Emi Moronuki        | Japão          | 2:05.80 |       |

Legenda
| Recorde mundial       | Recorde mundial (World record)               |                       | Recorde africano                      | Recorde africano (African) |                                           | Q | Classificado por posição (Qualified) |
| Recorde do campeonato | Recorde do campeonato (Championship record)  | Recorde da América    | Recorde da América (Americas)         | q                          | Classificado por melhor tempo (Qualified) |   |                                      |
| Melhor marca do ano   | Melhor marca do ano (World leading)          | Recorde asiático      | Recorde asiático (Asian)              | DNS                        | Não largou (Did not start)                |   |                                      |
| Recorde nacional      | Recorde nacional (National record)           | Recorde europeu       | Recorde europeu (European)            | DNF                        | Não terminou (Did not finish)             |   |                                      |
| Recorde pessoal       | Recorde pessoal do atleta (Personal best)    | Recorde da Oceania    | Recorde da Oceania (Oceania)          | DSQ / DQ                   | Desclassificado (Disqualified)            |   |                                      |
| Recorde da temporada  | Recorde da temporada do atleta (Season best) | Recorde sul-americano | Recorde sul-americano (South America) | NM                         | Sem marca (No mark)                       |   |                                      |